# Alexandre Correa
Alexandre Braz Correa (Rio de Janeiro, 23 de junho de 1965 – 14 de julho de 2020) foi um pastor e político brasileiro e deputado estadual eleito em 2010 após receber 112.676 votos no Rio de Janeiro filiado ao Republicanos.

## Biografia

### Primeiros anos e formação acadêmica
Alexandre nasceu no Morro da Mineira localizado no bairro do Catumbi, na cidade do Rio de Janeiro. Iniciou sua carreira profissional no funcionalismo público, mas deixou o serviço público para dedicar-se Associação Beneficente Cristã (ABC). Por seu trabalho social foi condecorado com a Medalha Tiradentes, honraria civil entregue pela Assembleia Legislativa do Rio de Janeiro (Alerj), por meio da deputada estadual Magaly Machado (PL), no ano de 2000.
Formou-se em gestão pública e realizou Master of Business Administration (MBA) na Universidade do Estado do Rio de Janeiro (UERJ).

### Política
Filiado ao Partido Republicano Progressista (PRP) foi candidato a deputado estadual pelo Rio de Janeiro no ano de 2006, não sendo eleito após receber 33.026 votos. Migrou para o Partido Republicano Brasileiro (PRB) onde tentou ser eleito vereador no município de São Gonçalo na eleição municipal de 2008, não sendo eleito após receber 3.132 votos. No ano de 2010, foi eleito deputado estadual do Rio de Janeiro após conquistar 112.676 votos. Não candidatou-se após o mandato no Palácio Tiradentes.

### Desempenho eleitoral
| Ano  | Cargo                               | Partido | Votos   | Resultado  | Ref.  |
| ---- | ----------------------------------- | ------- | ------- | ---------- | ----- |
| 2006 | Deputado estadual do Rio de Janeiro | PRP     | 33.026  | Não eleito | [ 4 ] |
| 2008 | Vereador de São Gonçalo             | PRB     | 3.132   | Não eleito | [ 5 ] |
| 2010 | Deputado estadual do Rio de Janeiro | PRB     | 112.676 | Eleito     | [ 2 ] |

### Morte
Alexandre morreu em 14 de julho de 2020, após problemas no sistema digestivo.